# Bauhaus (police de caractères)
Pour les articles homonymes, voir Bauhaus (homonymie).
Bauhaus est une police de caractères basée sur la police Universal de 1925 de Herbert Bayer. Elle a été créée en 1969 par Joe Taylor. Une variation de la police existe, Bauhaus 93.

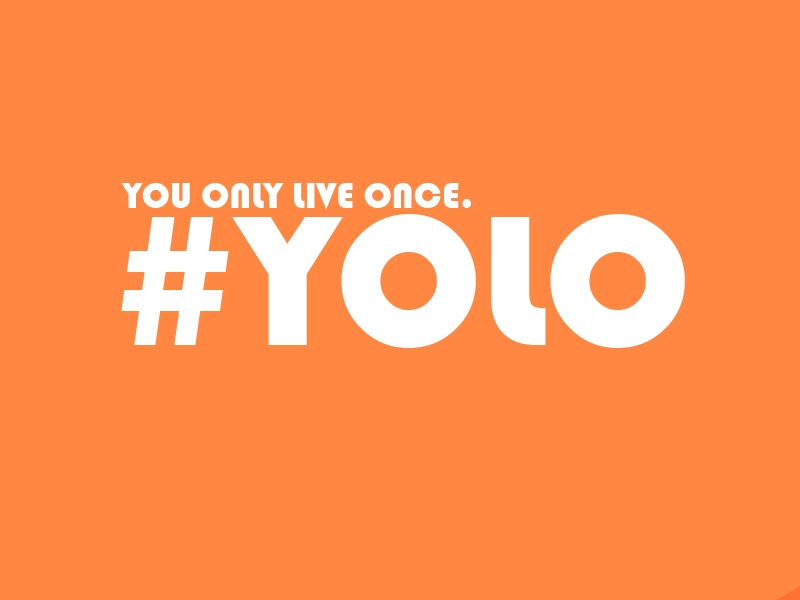
Affiche faisant usage de la police Bauhaus.